# 福寿鉱泉水
福寿鉱泉水（ふくじゅこうせんすい）は、鹿児島県と宮崎県の県境に連なる霧島連山の南山麓標高約300mの地上位置から地下855m（言い換えれば、海面下500m以上の深さ）から採水しているナチュラルミネラルウォーターで、飲む温泉水である。
昭和62年4月27日（1987年4月27日）からボーリング掘削を始め、1年5ヶ月の掘削期間を経て、昭和63年9月20日に湧出に成功している。
日本のミネラルウォーターにしては珍しくミネラル分が多量に含まれており、また窒素酸化物をほとんど含んでいない硬水である。

## 成分
- ナトリウム …… 17.01mg
- カルシウム ……  6.18mg
- マグネシウム …… 5.60mg
- カリウム …… 3.39mg
- サルフェート …… 4.43mg
- シリカ …… 16mg

（本水100ml中に含有する成分）
- 炭酸水素イオン …… 600ｍｇ/Ｌ

- 硬度　…… 384mg/L（硬水）

## 水質
- 泉質　……　ナトリウム‐炭酸水素塩泉（低張性・中性・高温泉）
- 泉温　……　摂氏48度（泉源）
- 性状　……　無色透明・無味・無臭
- 水素イオン濃度　……　pH6.8
- ラドン含有量　……　0.73（百億分の一キュリー単位）
- 比重　……　0.9999

## 窒素酸化物
|            | NO2- （uM） | N換算値 (ppm) | NO3- （uM） | N換算値 (ppm) |
| ---------- | ----------- | ------------- | ----------- | ------------- |
| 福寿鉱泉水 | 0.02        | 0.000         | 0.04        | 0.001         |
| 水道水     | 0.03        | 0.000         | 138.87      | 1.944         |

- N換算値：NO2-（亜硝酸イオン）及びNO3-（硝酸イオン）中の窒素含有量を示す。
- ※水道法による基準値は、総窒素酸化物のN換算値が10ppm（mg/l）以下
- ※1mg/l＝1ppm＝1000ppb

## 特徴
鹿児島大学の藤井教授らの研究班による糖尿病モデルマウス実験で、糖尿病の血糖値抑制効果が確認され、日本食品科学工学会52回大会で発表されている。